# Erick Dampier
Erick Travez Dampier (Jackson, Mississippi, 14. srpnja 1975.) američki je profesionalni košarkaš. Igrao je na poziciji centra, a karijeru je završio u NBA momčadi Atlanta Hawks. Izabran je u 1. krugu (10. ukupno) NBA drafta 1996. od strane Indiana Pacersa. 

## Rani život
Dampier je pohađao srednju školu Lawrence County High School u Monticellu, u saveznoj državi Mississippi. Predvodio ih je do osvajanja dva naslova državnog prvaka. Karijeru je nastavio na sveučilištu Mississippi State. Na posljednjoj, trećoj godini odveo je momčad do naslova prvaka Jugoistočne konferencije i polufinala NCAA lige. U tri sezone provedene na sveučilištu u prosjeku je postizao 13.2 poena, 9.2 skokova i 2.6 blokada po utakmici.  

## NBA
Izabran je kao 10. izbor NBA drafta 1996. od strane Indiana Pacersa. Tu klasu iz 1996. smatra se jednom od najkvalitetnijih u povijesti NBA lige. U rookie sezoni za Pacerse odigrao je 72 utakmice, od čega 21 u startnoj petorci i prosječno postizao 5.1 poen uz 4.1 skok po utakmici. 12. kolovoza 1997. zajedno s Duaneom Ferrellom mijenjan je u Golden State Warriorse za Chrisa Mullina. Sljedećih sedam godina proveo je kao startni centar Warriorsa. U godini isteka ugovora u Golden Stateu odigrao je sezonu karijere i ostvario prosjeke od 13,2 poena, 12 skokova i 2 blokade. Nakon toga je s Dallasom potpisao sedmogodišnji ugovor vrijedan 73 milijuna dolara. Jednu od najboljih utakmica karijere odigrao je u siječnju 2004. kada je protiv Portland Trail Blazersa ubacio 18 poena uz 20 skokova, od čega 11 napadačkih. Prvu sezonu u Mavericksima završio je s prosjecima od 9.2 poena, 8.5 skokova i 1.85 blokada po utakmici. 13. srpnja 2010. Dampier je, zajedno s Mattom Carrollom i Eduardom Nájerom, mijenjan u Charlotte Bobcatse u zamjenu za Tysona Chandlera i Alexisa Ajinçu, ali je već 14. rujna otpušten je iz kluba. 23. studenog 2010. Dampier je, kao slobodan igrač, potpisao za momčad Miami Heata.

## NBA statistika

### Regularni dio
| Godina    | Klub         | Odig. uta. | Uta. poč. | Min. | 2P%  | 3P%   | Sl. bac.% | Skok. | Asist. | Ukr. lop. | Blok. | Poena |
| --------- | ------------ | ---------- | --------- | ---- | ---- | ----- | --------- | ----- | ------ | --------- | ----- | ----- |
| 1996./97. | Indiana      | 72         | 21        | 14.6 | .390 | 1.000 | .637      | 4.1   | .6     | .3        | 1.0   | 5.1   |
| 1997./98. | Golden State | 82         | 82        | 32.4 | .445 | .000  | .669      | 8.7   | 1.1    | .5        | 1.7   | 11.8  |
| 1998./99  | Golden State | 50         | 50        | 28.3 | .389 | .000  | .588      | 7.6   | 1.1    | .5        | 1.2   | 8.8   |
| 1999./00. | Golden State | 21         | 12        | 23.6 | .405 | .000  | .529      | 6.4   | .9     | .4        | .7    | 8.0   |
| 2000./01. | Golden State | 43         | 26        | 24.1 | .401 | .000  | .532      | 5.8   | 1.4    | .4        | 1.4   | 7.4   |
| 2001./02. | Golden State | 73         | 46        | 23.8 | .435 | .000  | .645      | 5.3   | 1.2    | .2        | 2.3   | 7.6   |
| 2002./03. | Golden State | 82         | 82        | 24.1 | .496 | .000  | .698      | 6.6   | .7     | .3        | 1.9   | 8.2   |
| 2003./04. | Golden State | 74         | 74        | 32.5 | .535 | .000  | .654      | 12.0  | .8     | .4        | 1.9   | 12.3  |
| 2004./05. | Dallas       | 59         | 56        | 27.3 | .550 | .000  | .605      | 8.5   | .9     | .2        | 1.4   | 9.2   |
| 2005./06. | Dallas       | 82         | 36        | 23.6 | .493 | .000  | .591      | 7.8   | .6     | .3        | 1.3   | 5.7   |
| 2006./07. | Dallas       | 76         | 73        | 25.2 | .626 | .000  | .623      | 7.4   | .6     | .3        | 1.1   | 7.1   |
| 2007./08. | Dallas       | 72         | 64        | 24.4 | .643 | .000  | .575      | 7.5   | .9     | .3        | 1.5   | 6.1   |
| 2008./09. | Dallas       | 80         | 80        | 23.0 | .650 | .000  | .638      | 7.1   | 1.0    | .3        | 1.2   | 5.7   |
| 2009./10. | Dallas       | 55         | 47        | 23.3 | .624 | .333  | .604      | 7.3   | .6     | .3        | 1.4   | 6.0   |
| Ukupno    |              | 921        | 749       | 25.1 | .497 | .133  | .627      | 7.4   | .9     | .3        | 1.5   | 7.8   |

### Doigravanje
| Godina    | Klub   | Odig. uta. | Uta. poč. | Min. | 2P%  | 3P%  | Sl. bac.% | Skok. | Asist. | Ukr. lop. | Blok. | Poena |
| --------- | ------ | ---------- | --------- | ---- | ---- | ---- | --------- | ----- | ------ | --------- | ----- | ----- |
| 2004./05. | Dallas | 13         | 13        | 23.7 | .597 | .000 | .393      | 7.5   | .5     | .5        | 1.4   | 7.0   |
| 2005./06. | Dallas | 19         | 2         | 23.9 | .540 | .000 | .614      | 6.7   | .3     | .6        | 1.3   | 5.0   |
| 2006./07. | Dallas | 5          | 2         | 7.6  | .667 | .000 | .500      | 3.4   | .2     | .0        | .0    | 1.0   |
| 2007./08. | Dallas | 5          | 5         | 19.0 | .412 | .000 | .400      | 4.2   | .0     | .2        | .6    | 3.6   |
| 2008./09. | Dallas | 10         | 10        | 25.5 | .611 | .000 | .619      | 6.1   | .7     | .4        | .9    | 5.7   |
| 2009./10. | Dallas | 5          | 4         | 23.6 | .000 | .000 | .417      | 6.6   | .6     | .2        | 1.0   | 1.0   |
| Ukupno    |        | 57         | 36        | 22.2 | .541 | .000 | .521      | 6.2   | .4     | .4        | 1.0   | 4.8   |

## Vanjske poveznice
- Profil na NBA.com
- Profil  Arhivirana inačica izvorne stranice od 3. rujna 2011. (Wayback Machine) na Basketball-Reference.com
- Profil na NBA.com